# Neak Pean
Neak Pean (o Neak Poan) (en camboyano: ប្រាសាទនាគព័ន្ធ) ("Las serpientes entrelazadas") en Angkor, Camboya es una isla artificial con un templo budista en una isla circular en el Baray de Jayatataka, que estuvo asociada con el templo de Preah Khan, construida durante el reinado de Jayavarman VII.: 389  Es el "Mebon" del Baray de Preah Khan (el "Jayatataka" de la inscripción).

## Etimología
Algunos historiadores creen que Neak Pean representa Anavatapta,: 174  un algo mítico en los Himalayas cuyas aguas se cree que curaban todas las enfermedades.: 124–125  El nombre se deriva de las esculturas de las serpientes (Nāga) que se extienden por la base de la estructura del templo, siendo neak la transliteración en jemer del término sánscrito naga. "Son Nanda y Upananda, dos nagas asociadas tradicionalmente con el lago Anavatapta."

## Historia
Neak Pean se concibió originalmente con fines medicinales (los antiguos creían que entrar en estos estanques equilibraría los elementos en el bañista, curando así la enfermedad); este es uno de los muchos hospitales que construyó Jayavarman VII. Se basa en la antigua creencia hindú del equilibrio. Cuatro estanques interconectados representan Tierra, Aire, Agua y Fuego. Cada uno está conectado con la fuente de agua central, el tanque principal, mediante una tubería de piedra "presidida por uno de los Cuatro Grandes Animales (maha ajaneya pasu) que son el elefante, el toro, el caballo y el león, que se corresponden con los cuadrantes norte, este, sur y oeste... Las tuberías de piedra en los cuatro pequeños pabellones están decorados para representar las cabezas de los Cuatro Grandes Animales... siendo el este la única excepción, que representa una cabeza humana en vez de la de un toro." Originalmente había cuatro esculturas en el fondo del lago. La única escultura que se conserva es la del caballo Balaha, una forma de Avalokitesvara bodhisattva, salvando a los marineros de los monstruos marinos de Tamradvipa. El templo del lago estaba dedicado originalmente a Avalokitesvara. Willetts creía que "así es como Jayavarman habría deseado presentarse ante su gente"
Zhou Daguan menciona Neak Pean en su visita a Angkor a finales del siglo XIII.

## Galería

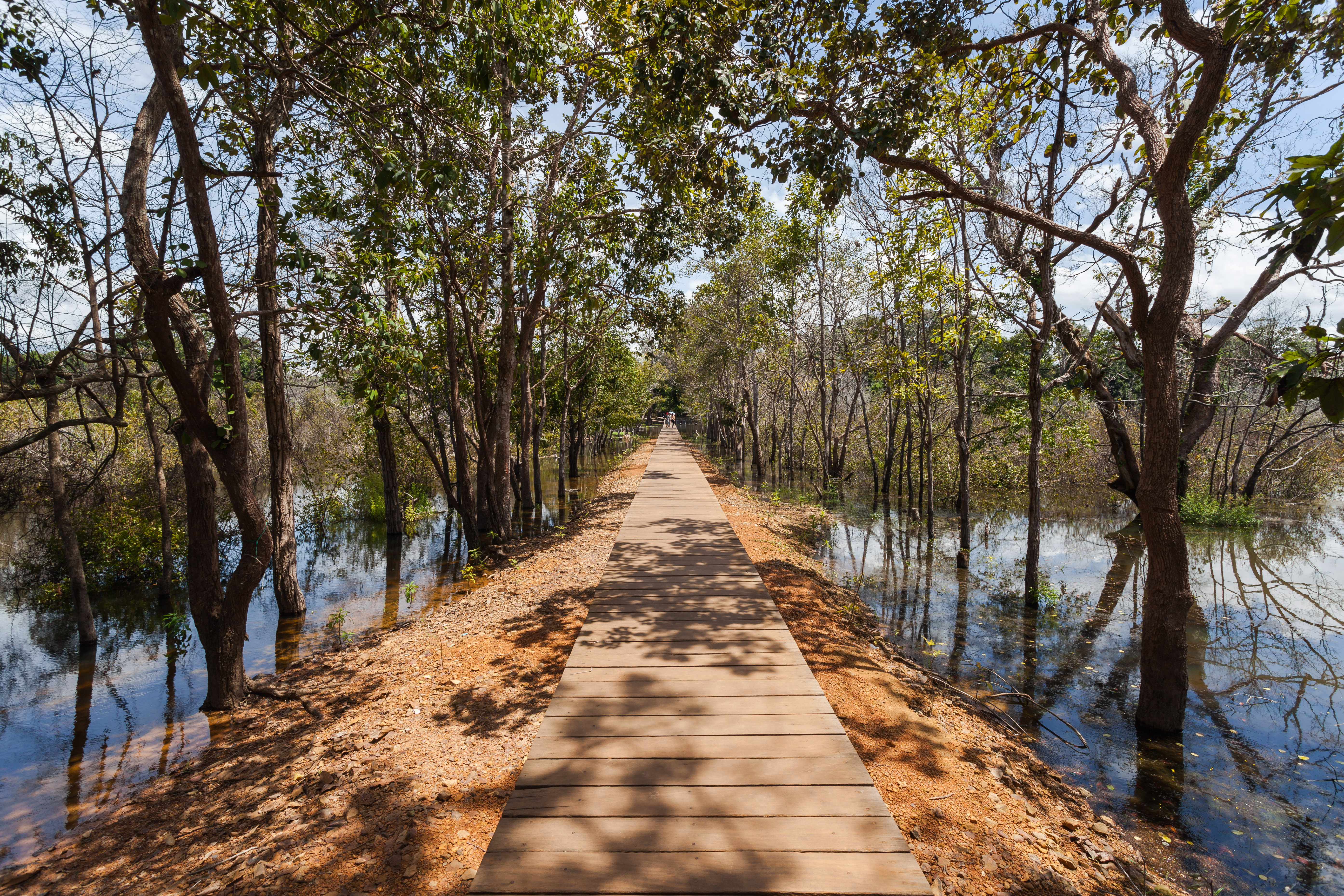
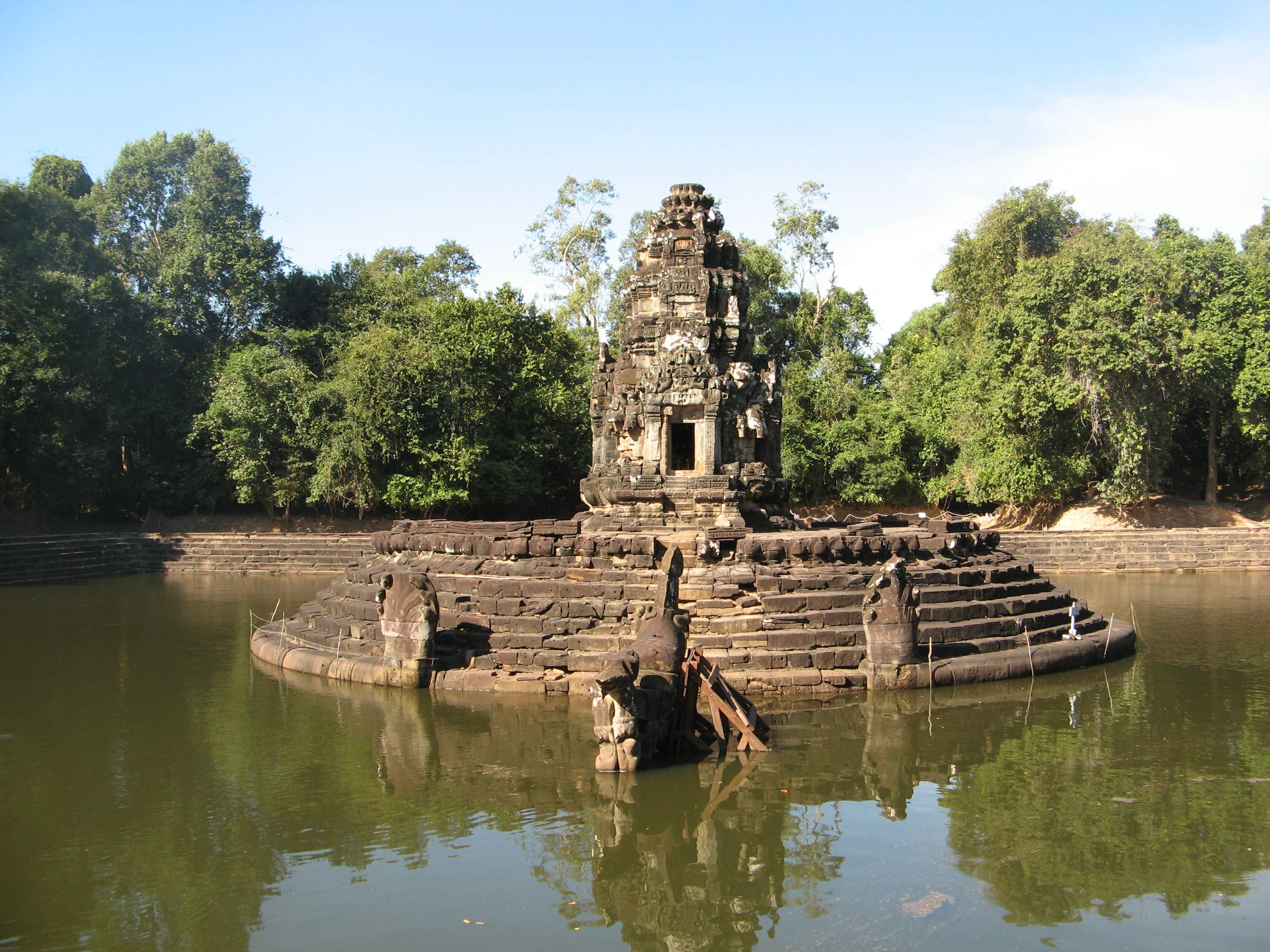
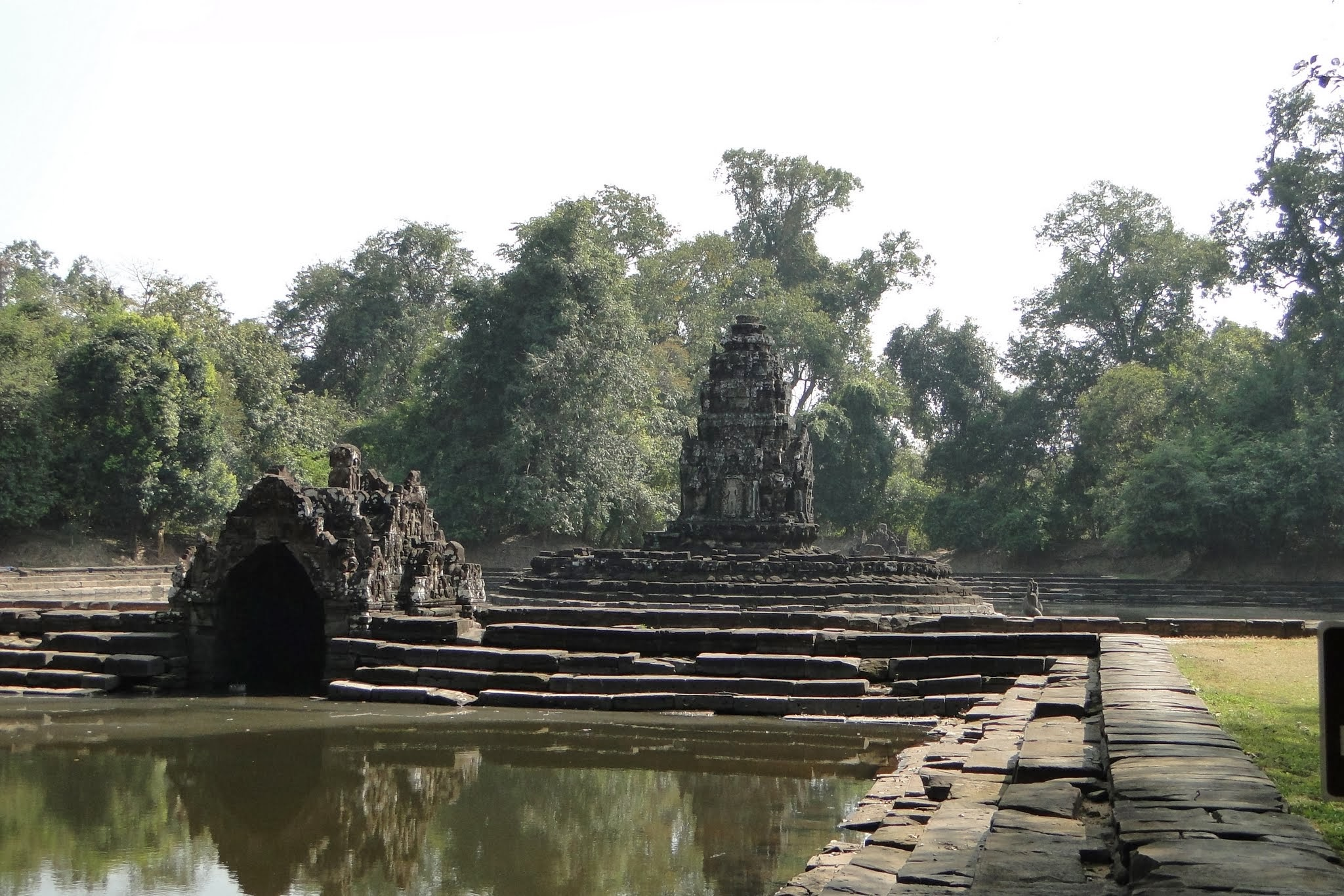
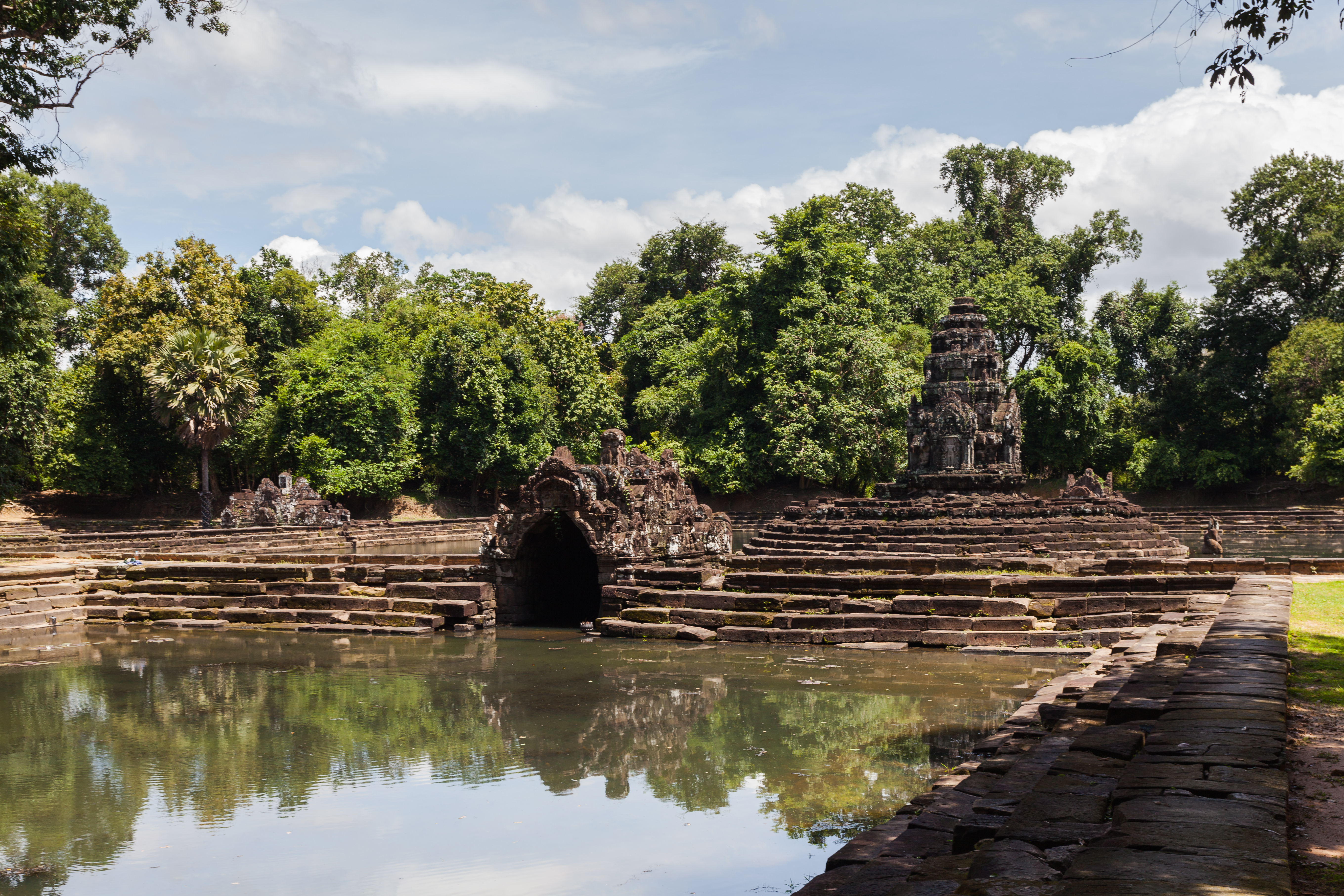
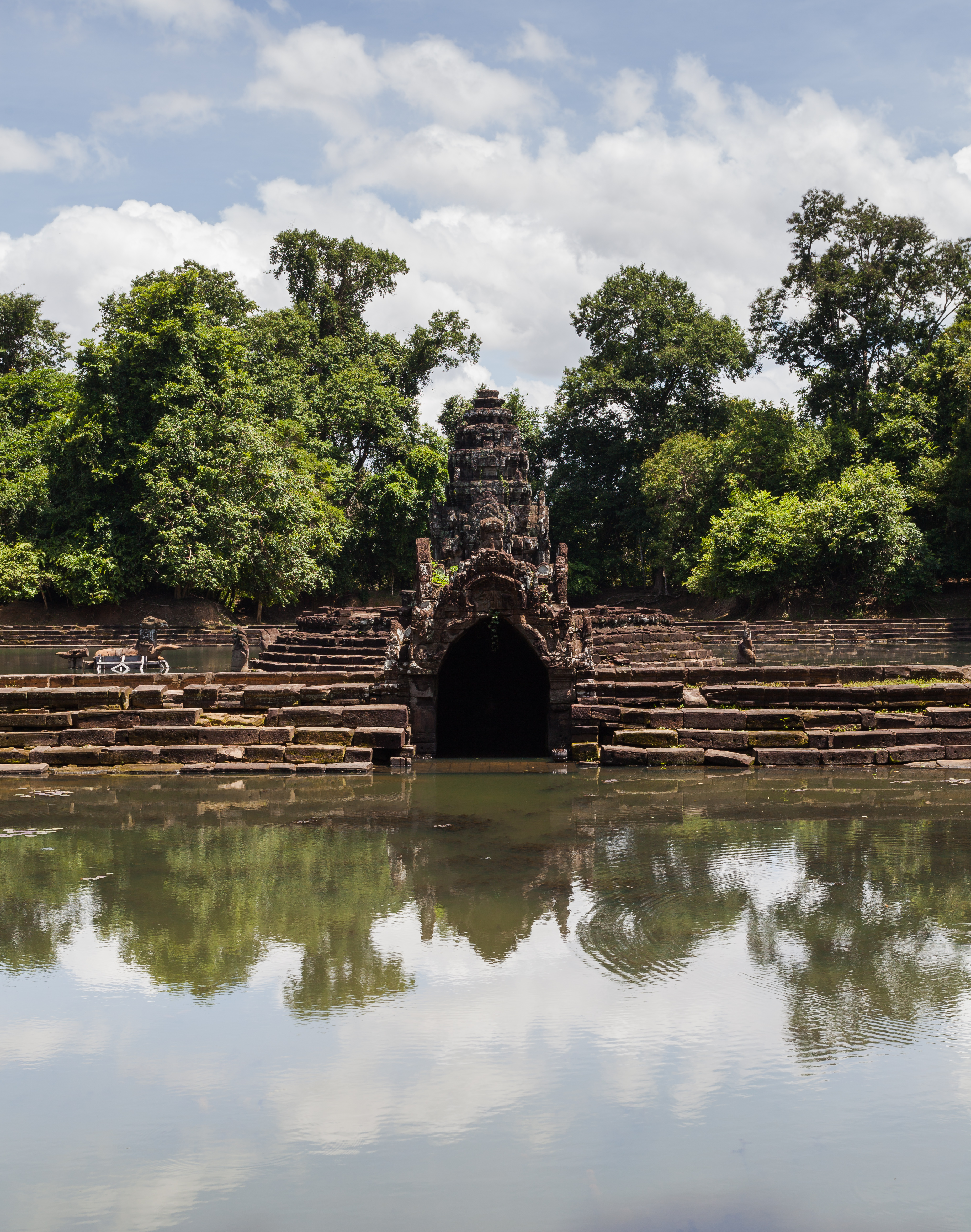